# Josu Ozkoidi Alba
Josu Ozkoidi Alba (Lasarte-Oria, Guipúzcoa, 23 de abril de 1990) es un futbolista que juega en la posición de defensa en las filas del Club de Fútbol Rayo Majadahonda de la Primera Federación.

## Trayectoria
Ozkoidi se formó en las categorías inferiores del Antiguoko KE entre 1999 y 2004, cuando dio el salto a la cantera de la Real Sociedad después de haber llamado la atención del Real Madrid. De cara a la temporada 2008-09 promocionó al Sanse de Segunda B, que acabó descendiendo a Tercera División. Tras lograr el ascenso al año siguiente, continuó cuatro campañas más en el filial txuriurdin.
En agosto de 2014 firmó por la S. D. Eibar, que lo cedió al Real Unión Club de Segunda B. Un año más tarde, rescindió su contrato con el cuadro eibarrés para firmar en propiedad por el cuadro irundarra.
En julio de 2017 fichó por el C. E. Sabadell, también en Segunda B. En su segunda temporada en el club arlequinado, ganó el premio de mejor jugador de la temporada, mientras que en su tercera campaña logró el ascenso a Segunda División.
De cara a la temporada 2021-22 fue uno de los fichajes de la S. D. Amorebieta para su nuevo proyecto en Segunda División. No pudieron lograr la permanencia, y el 8 de julio de 2022 firmó por el Club de Fútbol Rayo Majadahonda.

## Clubes
| Club                   | País   | Año             |
| ---------------------- | ------ | --------------- |
| Real Sociedad "B"      | España | 2008-2014       |
| Real Unión Club        | España | 2014-2017       |
| C. E. Sabadell F. C.   | España | 2017-2021       |
| S. D. Amorebieta       | España | 2021-2022       |
| C. F. Rayo Majadahonda | España | 2022-actualidad |